# Comuna de Stare Czarnowo
Stare Czarnowo (polaco: Gmina Stare Czarnowo) é uma gminy (comuna) na Polónia, na voivodia de Pomerânia Ocidental e no condado de Gryfiński.
De acordo com os censos de 2005, a comuna tem 3.867 habitantes, com uma densidade 25,3 hab/km².

## Área
Estende-se por uma área de 153,17 km².

## Demografia
Dados de 31 de Dezembro de 2005:
|                      | Total   | Total | Mulheres | Mulheres | Homens  | Homens |
| -------------------- | ------- | ----- | -------- | -------- | ------- | ------ |
|                      | pessoas | %     | pessoas  | %        | pessoas | %      |
| População            | 3875    | 100   | 1850     | 47,7     | 2025    | 52,3   |
| Densidade (pop./km²) | 25,2    | 100   | 12       | 12       | 13,2    | 13,2   |

De acordo com dados de 2002, o rendimento médio per capita ascendia a 1368,49 zł.